# Pugemølle Å
Pugemølle Å är ett vattendrag på Fyn i Danmark.  Det ligger i Region Syddanmark, i den södra delen av landet, 170 km väster om Köpenhamn. Dess källor ligger i skogsområdena norr om samhället Glamsbjerg. Den flyter västerut och mynnar i Lilla Bält fem kilometer norr om Assens. 